# Mistrzostwa Świata w Szermierce 2023
Mistrzostwa świata w szermierce 2023 odbyły się w dniach 22-30 lipca 2023 roku we włoskim Mediolanie. W programie znalazło się dwanaście konkurencji, po sześć dla kobiet i mężczyzn. 

## Klasyfikacja medalowa
| Lp. | Państwo           | złoto | srebro | brąz | Razem |
| --- | ----------------- | ----- | ------ | ---- | ----- |
| 1   | Włochy            | 4     | 4      | 2    | 10    |
| 2   | Węgry             | 3     | -      | 1    | 4     |
| 3   | Japonia           | 2     | -      | 2    | 4     |
| 4   | Francja           | 1     | 3      | 2    | 6     |
| 5   | Stany Zjednoczone | 1     | 1      | 2    | 4     |
| 6   | Polska            | 1     | -      | -    | 1     |
| 7   | Korea Południowa  | -     | 1      | 2    | 3     |
| 8   | Chiny             | -     | 1      | 1    | 2     |
| 8   | Grecja            | -     | 1      | 1    | 2     |
| 10  | Gruzja            | -     | 1      | -    | 1     |
| 11  | Bułgaria          | -     | -      | 1    | 1     |
| 11  | Egipt             | -     | -      | 1    | 1     |
| 11  | Hongkong          | -     | -      | 1    | 1     |
| 11  | Kazachstan        | -     | -      | 1    | 1     |
| 11  | Wenezuela         | -     | -      | 1    | 1     |

## Medaliści

### Mężczyźni
| Złoto                                                                              | Srebro                                                                       | Brąz                                                                                |
| Floret                                                                             |                                                                              |                                                                                     |
| Tommaso Marini                                                                     | Nick Itkin                                                                   | Kyōsuke Matsuyama Enzo Lefort                                                       |
| Japonia · Kazuki Iimura · Kyōsuke Matsuyama · Takahiro Shikine · Kenta Suzumura    | Chiny · Chen Haiwei · Mo Ziwei · Wu Bin · Xu Jie                             | Hongkong · Cheung Ka Long · Ryan Choi · Leung Chin Yu · Yeung Chi Ka                |
| Szpada                                                                             |                                                                              |                                                                                     |
| Máté Koch                                                                          | Davide Di Veroli                                                             | Rusłan Kurbanow Romain Cannone                                                      |
| Włochy · Gabriele Cimini · Davide Di Veroli · Andrea Santarelli · Federico Vismara | Francja · Alexandre Bardenet · Gaétan Billa · Yannick Borel · Romain Cannone | Wenezuela · Francisco Limardo · Jesús Limardo · Rubén Limardo · Grabiel Lugo        |
| Szabla                                                                             |                                                                              |                                                                                     |
| Eli Dershwitz                                                                      | Sandro Bazadze                                                               | Ziad El-Sisi Áron Szilágyi                                                          |
| Węgry · Tamás Decsi · Csanád Gémesi · András Szatmári · Áron Szilágyi              | Korea Południowa · Gu Bon-gil · Ha Han-sol · Kim Jun-ho · Oh Sang-uk         | Stany Zjednoczone · Eli Dershwitz · Andrew Doddo · Colin Heathcock · Mitchell Saron |

### Kobiety
| Złoto                                                                                                | Srebro                                                                          | Brąz                                                                       |
| Floret                                                                                               |                                                                                 |                                                                            |
| Alice Volpi                                                                                          | Arianna Errigo                                                                  | Martina Favaretto Lee Kiefer                                               |
| Włochy · Arianna Errigo · Martina Favaretto · Francesca Palumbo · Alice Volpi                        | Francja · Solène Butruille · Morgane Patru · Pauline Ranvier · Ysaora Thibus    | Japonia · Sera Azuma · Komaki Kikuchi · Karin Miyawaki · Yuka Ueno         |
| Szpada                                                                                               |                                                                                 |                                                                            |
| Marie-Florence Candassamy                                                                            | Alberta Santuccio                                                               | Mara Navarria Sun Yiwen                                                    |
| Polska · Renata Knapik-Miazga · Magdalena Pawłowska · Martyna Swatowska-Wenglarczyk · Ewa Trzebińska | Włochy · Rossella Fiamingo · Federica Isola · Mara Navarria · Alberta Santuccio | Korea Południowa · Choi In-jeong · Kang Young-mi · Lee Hye-in · Song Se-ra |
| Szabla                                                                                               |                                                                                 |                                                                            |
| Misaki Emura                                                                                         | Despina Jeorjadu                                                                | Teodora Gundura Joana Iliewa                                               |
| Węgry · Sugár Katinka Battai · Anna Márton · Liza Pusztai · Luca Szűcs                               | Francja · Sara Balzer · Manon Brunet · Caroline Queroli · Margaux Rifkiss       | Korea Południowa · Choi Se-bin · Jeon Eun-hye · Jeon Ha-young · Yoon Ji-su |